# Grotte du Moulin (Bize)
Pour les articles homonymes, voir Grotte du Moulin.
La grotte du Moulin, parfois appelée grotte Tournal du nom de son découvreur, est une grotte située sur le territoire de la commune française de Bize-Minervois, dans le département de l'Aude, en région Languedoc-Roussillon. Elle est classée depuis 1931 pour son gisement archéologique, avec sa voisine la grotte de Las Fons.

## Localisation
La grotte est située dans la commune de Bize-Minervois, dans le département de l'Aude, en région Languedoc-Roussillon.
Elle se trouve à environ 2 km au nord du bourg, en rive droite (côté est) de la Cesse, affluent de l'Aude, qui coule ici du nord au sud.

## Description

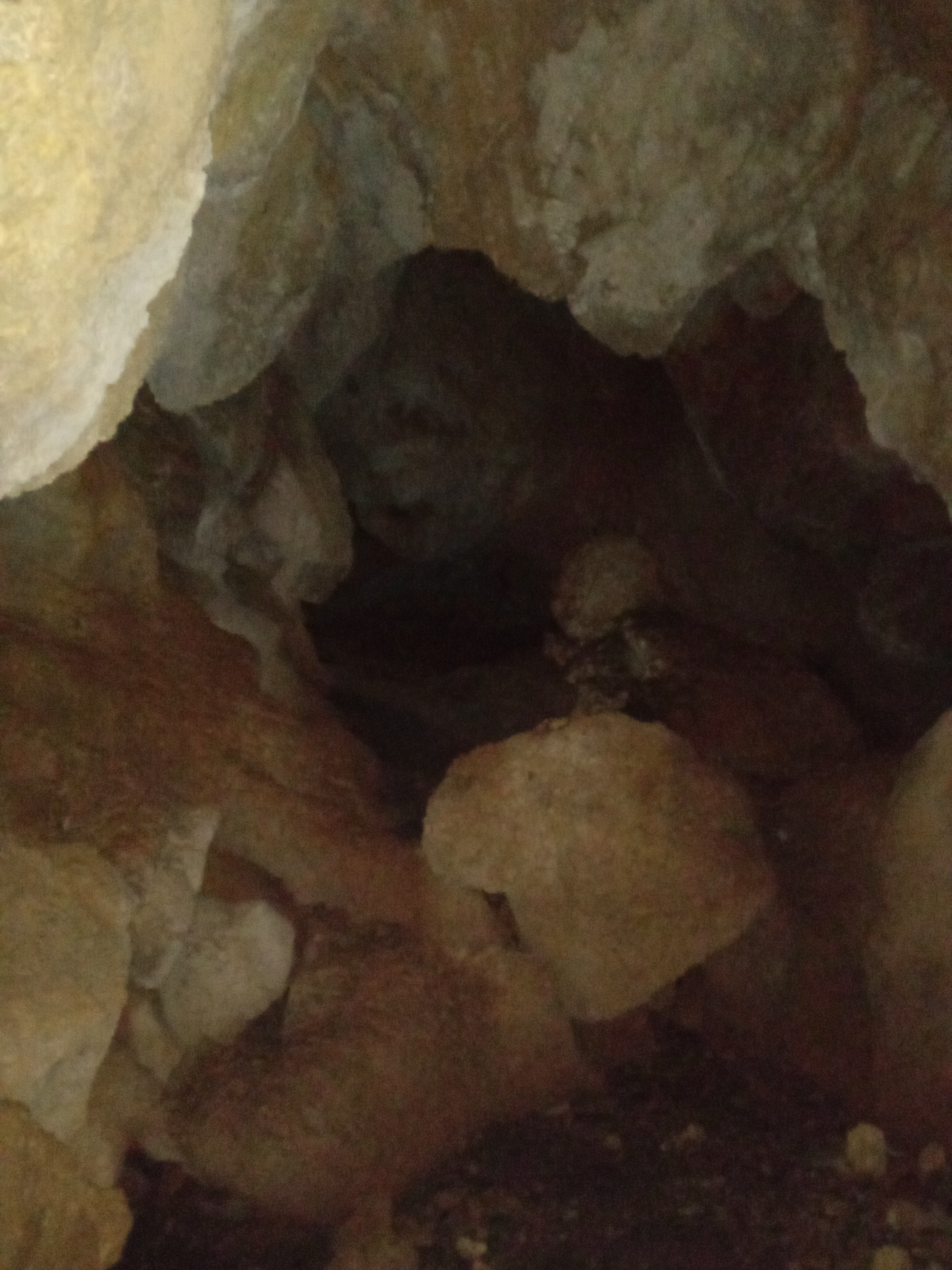
Cavité de la grotte du Moulin.
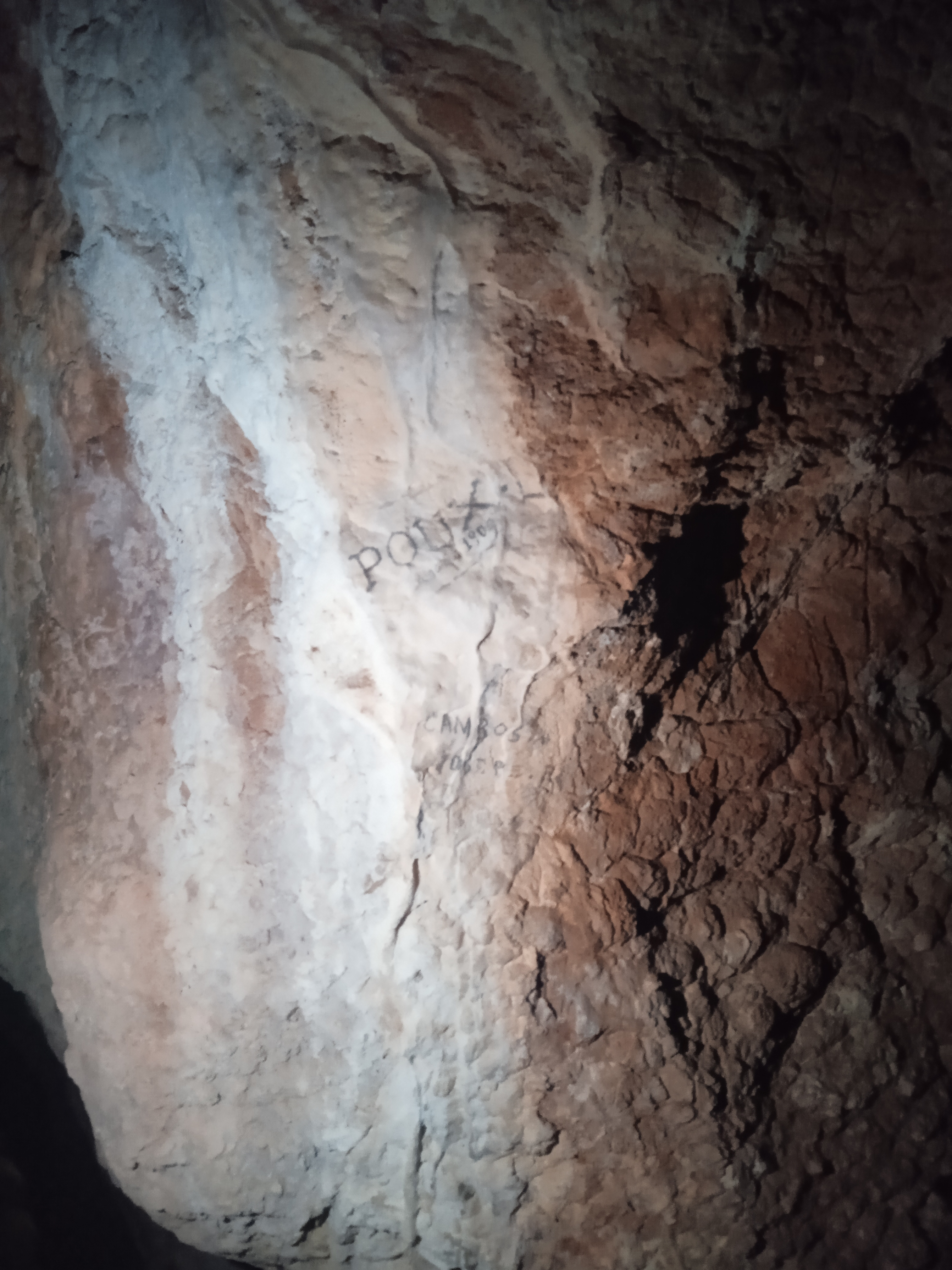
Gravures dans des cavités profondes et difficiles d'accès de la grotte du Moulin.

## Historique
Elle a été découverte en 1826 par Paul Tournal qui y a trouvé un important gisement paléolithique dont le premier fossile humain connu (mais non le plus ancien). A cette époque, l'existence d'une humanité anté-diluvienne n'est pas admise et Paul Tournal s'efforça durant plusieurs années de démontrer la contemporanéité des humains et des espèces fossiles à partir des découvertes faites à la grotte du Moulin, sans succès. Ce n'est que dans les années 1860 que « l'antiquité de l'Homme » sera acceptée par la majorité de la communauté scientifique, à la suite des travaux de Jacques Boucher de Perthes dans les terrasses de la Somme.
La grotte a par la suite été fouillée à de nombreuses reprises, notamment par Paul Gervais dans les années 1860, puis au début du XXe siècle, et à nouveau à partir de 1970. Ces fouilles ont permis la découverte de fossiles humains du Paléolithique supérieur attribués à Homo sapiens et d'autres du Paléolithique moyen attribués à Homo neanderthalensis,.

## Classement
L'édifice est classé au titre des monuments historiques en 1931.